# Kratochvílova rozhledna
Kratochvílova rozhledna (208 m n. m.) v Roudnici nad Labem v okrese Litoměřice v Ústeckém kraji je po rozhledně Romanka (204,5 m n. m.) u obce Hrubý Jeseník na Nymbursku jednou z nejníže položených rozhleden v České republice. Nachází se zhruba 0,5 km jižně od centra města na návrší v Žižkových sadech poblíž zastávky Roudnice nad Labem město na železniční trati Roudnice nad Labem - Straškov (Zlonice).

## Historie

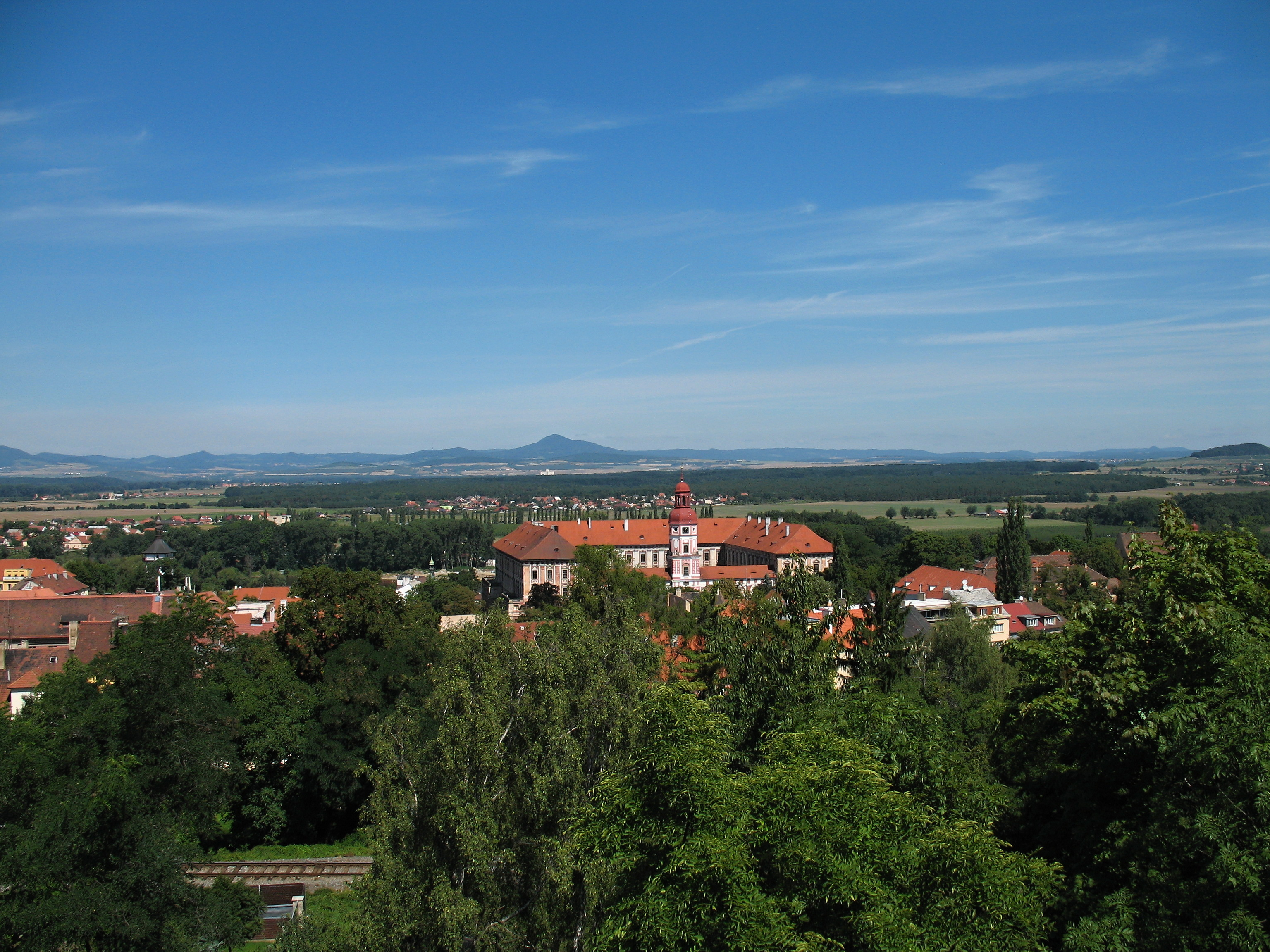
Pohled z rozhledny na sever - v popředí lobkovický zámek, na obzoru východní část Českého středohoří s dominantním Sedlem

Jedná se o architektonicky velice zajímavou stavbu z období největšího rozmachu českého funkcionalismu z dílny architekta Otakara Štěpánka. Návrh na postavení rozhledny zazněl v roce 1934 u příležitosti oslav 60. výročí vzniku Rolnické záložny Podřipské. Stavba, realizovaná staviteli A. Hádlem a F. Hájkem, byla slavnostně otevřena 11. října 1935. Rozhledna byla pojmenována po zakladateli zmíněné záložny Václavu Kratochvílovi, sedlákovi z nedaleké vesnice Lounky a významném politickém představiteli Podřipska v 19. století. Osobnost V. Kratochvíla připomíná pamětní deska, umístěná v průčelí rozhledny. Na parapetu ve vyhlídkovém ochozu byly umístěny rytiny s popisem krajiny v různých směrem, tyto tabulky však byly postupem doby zničeny.
Na počátku 21. století byla připravena celková rekonstrukce rozhledny, po roce 2005 se sem vrátily i orientační tabulky s popisy. V roce 2014 ještě byly opraveny omítky. V srpnu roku 2015 byla rozhledna vyhlášena kulturní památkou České republiky.

## Přístup
Rozhledna je vzdálena od železniční zastávky Roudnice nad Labem město asi 300 metrů. Autem je možno nejblíže dojet do ulice Dr. Slavíka, případně lze dojít k rozhledně podle orientačních ukazatelů z roudnického Karlova náměstí. Rozhledna je přístupná v době denního světla, na noc se uzamyká.